# Branka Stamenković
Branka Stamenković, cyr. Бранка Стаменковић (ur. 1968 w Belgradzie) – serbska polityk i działaczka społeczna, deputowana, kandydatka w wyborach prezydenckich w 2022.

## Życiorys
Po ukończeniu szkoły średniej pracowała na różnych stanowiskach w sektorze publicznym i prywatnym. Zajęła się publicystyką, blogowaniem oraz tłumaczeniem książek z zakresu psychologii popularnej i astrologii. Założyła inicjatywę obywatelską „Majka hrabrost” działającą na rzecz poprawy warunków w szpitalach położniczych w Serbii. Studiowała kulturową astronomię i astrologię w Sophia Centre for the Study of Cosmology in Culture na University of Wales Trinity Saint David, kończąc studia na tej uczelni w 2011.
Zaangażowała się w działalność polityczną w ramach ugrupowania Dosta je bilo, objęła funkcję jego wiceprzewodniczącej. W 2016 uzyskała mandat posłanki do Zgromadzenia Narodowego, w serbskim parlamencie zasiadała do 2020. W listopadzie 2018 została tymczasową przewodniczącą swojej formacji, którą kierowała do października 2019, kiedy to na czele ruchu ponownie stanął Saša Radulović.
W lutym 2022 została ogłoszona kandydatką powstałej wokół jej stronnictwa koalicji w zaplanowanych na kwiecień tegoż roku wyborach prezydenckich. W marcu jej kandydatura została zarejestrowana przez państwową komisję wyborczą. W głosowaniu z kwietnia 2022 otrzymała około 2% głosów, zajmując siódme miejsce wśród 8 kandydatów.